# Układ naczyń żylnych człowieka

Uproszczony schemat układu żylnego u człowieka.

Układ naczyń żylnych – w anatomii człowieka część układu krwionośnego obejmująca żyły, którymi krew wraca do serca. Z układem naczyń tętniczych łączy się za pośrednictwem naczyń włosowatych, a także zespoleń tętniczo-żylnych (łączących tętniczki z żyłkami).

## Żyły krążenia małego
W krążeniu małym żyły prowadzą krew natlenowaną z płuc do serca. Do krążenia małego należą:
- żyły płucne (łac. venae pulmonales)[3][4]:
  - żyła płucna prawa dolna (vena pulmonalis dextra inferior)
  - żyła płucna prawa górna (vena pulmonalis dextra superior)
  - żyła płucna lewa dolna (vena pulmonalis sinistra inferior)
  - żyła płucna lewa górna (vena pulmonalis sinistra superior)

## Żyły krążenia wielkiego
W krążeniu wielkim żyły prowadzą krew odtlenowaną do serca. Dzielą się na żyły głębokie i powierzchowne (skórne). Żyły głębokie najczęściej są żyłami towarzyszącymi, przebiegającymi wspólnie z odpowiadającymi im tętnicami. Przeważnie dwie, czasem trzy żyły towarzyszą jednej tętnicy, wyjątkami są największe tętnice, z których każdej towarzyszy jedna żyła, oraz dopływy żyły wrotnej, także pojedynczo towarzyszące tętnicom. Wśród żył głębokich są także żyły samotne, nietowarzyszące żadnej tętnicy, np. żyła nieparzysta lub zatoki opony twardej. Żyły powierzchowne są żyłami samotnymi.
Najważniejsze żyły krążenia wielkiego to:
- żyła główna górna (vena cava superior) powstała ze zlania się dwóch żył ramienno-głowowych (venae brachiocephalicae), które z kolei powstają z żyły podobojczykowej (vena subclavia) oraz z żyły szyjnej wewnętrznej (vena iugularis interna) i innych żył szyjnych;
- żyła główna dolna (vena cava inferior) powstająca z żył biodrowych wspólnych (venae iliacae communes) wytworzonych z żyły biodrowej zewnętrznej (vena iliaca externa) oraz żyły biodrowej wewnętrznej (vena iliaca interna).

Żyły krążenia wielkiego tworzą cztery grupy: układ żył serca, układ żyły głównej górnej, układ żyły głównej dolnej, układ żyły wrotnej.

### Układ żył serca
- żyły serca (venae cordis)[8]:
  - zatoka wieńcowa (sinus coronarius)
  - żyła sercowa wielka (vena cardiaca magna)
    - żyła brzeżna lewa (vena marginalis sinistra)

  - żyła sercowa mała (vena cardiaca parva)
  - żyła sercowa średnia (vena cardiaca media)
  - żyła tylna komory lewej (vena posterior ventriculi sinistri)
  - żyła skośna przedsionka lewego (vena obliqua atrii sinistri)
  - mniejsze żyły serca:
    - żyły sercowe przednie (venae cardiacae anteriores):
      - żyła brzeżna prawa (vena marginalis dextra)

    - żyły sercowe najmniejsze (venae cardiacae minimae)

### Układ żyły głównej górnej

#### Żyły głowy i szyi
1. żyły mózgowia, opony twardej i jej zatoki oraz żyły ściany czaszki
  1. żyły mózgowia[9]:
    - żyły mózgu (venae cerebri)
      - żyły głębokie mózgu:
        - żyła wewnętrzna mózgu (vena cerebri interna)
          - żyła przednia przegrody przezroczystej (vena anterior septi pellucidi)[10]
          - żyła tylna przegrody przezroczystej (vena posterior septi pellucidi)[10]
          - żyła wzgórzowo-prążkowiowa górna (vena thalamostriata superior)
          - żyły wzgórzowo-prążkowiowe dolne (venae thalamostriatae inferiores)
          - żyła naczyniówkowa górna (vena choroidea superior)
          - żyła naczyniówkowa dolna (vena choroidea inferior)

        - żyła wielka mózgu (vena cerebri magna)

      - żyły powierzchowne mózgu:
      - żyły górne mózgu (venae cerebri superiores)
      - żyły dolne mózgu (venae cerebri inferiores):
        - żyła przednia mózgu (vena cerebri anterior)
        - żyła środkowa głęboka mózgu (vena cerebri media profunda)
        - żyła środkowa powierzchowna mózgu (vena cerebri media superficialis)

      - żyły zespalające (venae anastomoticae)
        - żyła zespalająca górna (vena anastomotica superior)
        - żyła zespalająca dolna (vena anastomotica inferior)

      - żyła podstawna (vena basalis)
        - żyła łącząca przednia (vena communicans anterior)
        - żyła łącząca tylna (vena communicans posterior)
        - koło żylne mózgu (circulus venosus cerebri)

    - żyły móżdżku (venae cerebelli)
      - żyła górna robaka (vena superior vermis)
      - żyły górne półkuli móżdżku (venae hemisphaerii cerebelli superiores)
      - żyła dolna robaka (vena vermis inferior)
      - żyły dolne półkuli móżdżku (venae hemisphaerii cerebelli inferiores)

  2. żyły ściany czaszki[11]:
    - żyły śródkościa (venae diploicae)
      - żyła śródkościa czołowa (vena diploica frontalis)
      - żyła śródkościa skroniowa przednia (vena diploica temporalis anterior)
      - żyła śródkościa skroniowa tylna (vena diploica temporalis posterior )
      - żyła śródkościa potyliczna (vena diploica occipitalis)

    - żyły wypustowe (venae emissariae)
      - żyła wypustowa ciemieniowa (vena emissaria parietalis)
      - żyła wypustowa sutkowa (vena emissaria mastoidea)
      - żyła wypustowa kłykciowa (vena emissaria condylaris)
      - żyła wypustowa potyliczna (vena emissaria occipitalis)

    - sploty żylne kanałów kostnych
      - splot żylny otworu owalnego (plexus venosus foraminis ovalis)
      - splot żylny tętnicy szyjnej wewnętrznej (plexus venosus caroticus internus)
      - splot żylny kanału nerwu podjęzykowego (plexus venosus canalis hypoglossi)

  3. żyły oponowe (venae meningeae)[12]:
    - żyły oponowe środkowe (venae meningeae mediae)

  4. zatoki opony twardej (sinus durae matris)[13]:
    - grupa górna
      - zatoka strzałkowa górna (sinus sagittalis superior)
      - zatoka strzałkowa dolna (sinus sagittalis inferior)
      - zatoka prosta (sinus rectus)
      - zatoka poprzeczna (sinus transversus)
      - zatoka esowata (sinus sigmoideus)
      - zatoka potyliczna (sinus occipitalis)
      - spływ zatok (confluens sinuum)

    - grupa dolna
      - zatoka jamista (sinus cavernosus)
      - zatoki międzyjamiste (sinus intercavernosi)
      - zatoka klinowo-ciemieniowa (sinus sphenoparietalis)
      - zatoka skalista górna (sinus petrosus superior)
      - zatoka skalista dolna (sinus petrosus inferior)
      - splot podstawny (plexus basilaris)
2. żyły oczne[14][15]:
  1. żyła oczna górna (vena ophthalmica superior)
    - żyła łzowa (vena lacrimalis)
    - żyły sitowe, przednia i tylna (venae ethmoidales, anterior et posterior)
    - żyła nosowo-czołowa (vena nasofrontalis)
    - żyły wirowate (venae vorticosae)
    - żyły rzęskowe (venae ciliares)
    - żyły rzęskowe przednie (venae ciliares anteriores)
    - zatoka żylna twardówki (sinus venosus sclerae)
    - żyła środkowa siatkówki (vena centralis retinae)
    - żyły nadtwardówkowe (venae episclerales)

  2. żyła oczna dolna (vena ophthalmica inferior)
3. powierzchowne żyły głowy i szyi:
  1. żyła twarzowa (vena facialis)[16]
    - dopływy żyły twarzowej:
      - żyła kątowa (vena angularis)
        - żyła nadbloczkowa (vena supratrochlearis)
        - żyła nadoczodołowa (vena supraorbitalis)

      - żyły powiekowe (venae palpebrales)
      - żyły nosowe zewnętrzne (venae nasales externae)
      - żyły wargowe (venae labiales)
      - żyła głęboka twarzy (vena profunda faciei)
      - gałęzie przyusznicze (rami parotidei)
      - żyła podbródkowa (vena submentalis)
      - żyła podniebienna zewnętrzna (vena palatina externa)
      - żyła zażuchwowa (vena retromandibularis)
        - dopływy żyły zażuchwowej:
          - żyły skroniowe powierzchowne (venae temporales superficiales)
          - żyła skroniowa środkowa (vena temporalis media)
          - żyła poprzeczna twarzy (vena transversa faciei)
          - żyły stawowe żuchwy (venae articulares)
          - żyła rylcowo-sutkowa (vena stylomastoidea)
          - żyły uszne przednie (venae auriculares anteriores)
          - żyły przyusznicze (venae parotideae)
          - żyły szczękowe (venae maxillares)

  2. żyła szyjna zewnętrzna (vena iugularis externa)[17]
    - dopływy żyły szyjnej zewnętrznej:
      - żyła uszna tylna (vena auricularis posterior)
      - żyła potyliczna (vena occipitalis)
      - żyła nadłopatkowa (vena suprascapularis)
      - żyły poprzeczne szyi (venae transversae colli)
      - żyła szyjna przednia (vena iugularis anterior)
4. głębokie żyły głowy i szyi
  1. splot skrzydłowy (plexus pterygoideus)[18]
    - dopływy splotu skrzydłowego:
      - żyła klinowo-podniebienna (vena sphenopalatina)
      - żyły oponowe środkowe (venae meningeae mediae)
      - żyły skroniowe głębokie (venae temporales profundae)
      - żyły zębodołowe górne (venae alveolares superiores)
      - żyły żwaczowe (venae massetericae)
      - żyła zębodołowa dolna (vena alveolaris inferior)

  2. dopływy szyjne żyły ramienno-głowowej[19]:
    - żyła kręgowa (vena vertebralis)
      - żyła kręgowa przednia (vena vertebralis anterior)

    - żyła szyjna głęboka (vena cervicalis profunda)

  3. żyła szyjna wewnętrzna (vena iugularis interna)[20]
  4. dopływy żyły szyjnej wewnętrznej:
    - zatoka esowata (sinus sigmoideus)
    - zatoka potyliczna (sinus occipitalis)
    - splot żylny kanału nerwu podjęzykowego (plexus venosus canalis nervi hypoglossi)
    - żyła kanalika ślimaka (vena canaliculi cochleae)
    - zatoka skalista dolna (sinus petrosus inferior)
    - żyła potyliczna (vena occipitalis)
    - żyła twarzowa (vena facialis)
    - żyły gardłowe (venae pharyngeales)
    - żyła językowa (vena lingualis)
    - dopływy żyły językowej:
      - żyła głęboka języka (vena profunda linguae)
      - żyły grzbietowe języka (venae dorsales linguae)
      - żyła towarzysząca nerwowi podjęzykowemu (vena comitans nervi hypoglossi)

    - żyły tarczowe górne (venae thyroideae superiores)
      - żyła krtaniowa górna (vena laryngea superior)
      - żyła mostkowo-obojczykowo-sutkowa (vena sternocleidomastoidea)[21]

    - żyła tarczowa środkowa (vena thyroidea media)
    - żyła tarczowa dolna (vena thyroidea inferior)
    - żyły tarczowe najniższe (venae thyroideae imae)

#### Żyły kończyny górnej
1. żyły głębokie (venae subfasciales)[22][23]
  - żyły głębokie ręki
    - łuk żylny dłoniowy głęboki (arcus venosus palmaris profundus)

  - żyły głębokie przedramienia i ramienia
    - żyły promieniowe (venae radiales)
    - żyły łokciowe (venae ulnares)
    - żyły ramienne (venae brachiales)
    - żyła ramienna wspólna (vena brachialis communis)
    - dopływy żył ramiennych:
      - żyła odłokciowa
      - żyły mięśniowe
      - żyły poboczne łokciowe
      - żyła głęboka ramienia

    - żyły międzykostne przednie (venae interosseae anteriores)
    - żyły międzykostne tylne (venae interosseae posteriores)

  - żyła pachowa (vena axillaris)
  - żyła podobojczykowa (vena subclavia)
2. żyły powierzchowne, żyły skórne (venae cutaneae)[24]:
  1. żyły powierzchowne palców
    - sieć dłoniowa palców
      - splot opuszkowy
      - żyła międzygłowowa (vena intercapitalis)
      - łuk żylny dłoniowy palca (arcus venosus digitalis palmaris)
      - żyła międzypalcowa (vena interdigitalis)

    - sieć grzbietowa palców
      - splot podpaznokciowy
      - łuk żylny grzbietowy palca (arcus venosus digitalis dorsalis)

  2. żyły powierzchowne ręki
    - żyły grzbietu ręki
      - sieć żylna grzbietowa ręki (rete venosum dorsale manus)
      - żyły grzbietowe śródręcza (venae metacarpales dorsales)
      - łuk żylny grzbietowy śródręcza (arcus venosus metacarpalis dorsalis)
        - żyły brzeżne ręki (venae marginales)
          - żyła odłokciowa palca małego (vena salvatella)
          - żyła odpromieniowa kciuka (vena cephalica pollicis)

    - żyły dłoni

  3. żyły powierzchowne przedramienia i ramienia
    - żyła odpromieniowa (vena cephalica)
      - żyła odpromieniowa przedramienia (vena cephalica antebrachii)
      - żyła odpromieniowa dodatkowa (vena cephalica accessoria)
      - żyła pośrodkowa łokcia (vena intermedia cubiti)

    - żyła odłokciowa (vena basilica)
    - żyła pośrodkowa przedramienia (vena intermedia antebrachii)
      - żyła pośrodkowa odłokciowa (vena intermedia basilica)
      - żyła pośrodkowa odpromieniowa (vena intermedia cephalica)

#### Żyły klatki piersiowej i kręgosłupa
1. żyły klatki piersiowej[25]
  1. żyła główna górna (vena cava superior)
  2. żyła ramienno-głowowa (vena brachiocephalica)[26]
    - kąt żylny (angulus venosus)
    - dopływy żyły ramienno-głowowej z szyi
      - żyła tarczowa dolna (vena thyroidea inferior)
      - żyły tarczowe najniższe (venae thyroideae imae)
      - żyła kręgowa (vena vertebralis)
      - żyła szyjna głęboka (vena cervicalis profunda)
      - żyła szyjna zewnętrzna (vena iugularis externa)

    - dopływy żyły ramienno-głowowej z klatki piersiowej
      - żyły osierdziowo-przeponowe (venae pericardiacophrenicae)
      - gałęzie doprowadzające krew ze śródpiersia:
        - żyły grasicze (venae thymicae)
        - żyły osierdziowe (venae pericardiales)
        - żyły śródpiersiowe (venae mediastinales)
        - żyły oskrzelowe (venae bronchiales)
        - żyły tchawicze (venae tracheales)
        - żyły przełykowe (venae esophageales)

      - żyły piersiowe wewnętrzne (venae thoracicae internae)[27]
        - żyły mięśniowo-przeponowe (venae musculophrenicae)
        - żyły nabrzuszne górne (venae epigastricae superiores)
        - żyły międzyżebrowe przednie (venae intercostales anteriores)
        - gałęzie przeszywające (rami perforantes)
        - gałęzie mostkowe (rami sternales)

      - żyła międzyżebrowa górna (vena intercostalis superior)

  3. żyły skórne przedniej ściany tułowia[28]
    - żyły skórne brzucha i piersi (venae cutaneae abdominis et pectoris)
      - splot żylny otoczkowy (plexus venosus areolaris)
      - żyły piersiowo-nabrzuszne (venae thoracoepigastricae)
      - żyły żebrowo-pachowe (venae costoaxillares)
      - żyła piersiowa boczna (vena thoracica lateralis)[29]

  4. żyły nieparzyste[30]
    - żyła nieparzysta (vena azygos)
    - żyła nieparzysta krótka (vena hemiazygos)
    - żyła nieparzysta krótka dodatkowa (vena hemiazygos accessoria)
2. żyły kręgosłupa[31]
  1. sploty żylne kręgowe zewnętrzne (plexus venosi vertebrales externi)
  2. sploty żylne kręgowe wewnętrzne (plexus venosi vertebrales interni)
  3. żyły podstawno-kręgowe (venae basivertebrales)
  4. żyły międzykręgowe (venae intervertebrales)
  5. żyły rdzeniowe (venae spinales)
    - żyły rdzeniowe wewnętrzne (venae spinales internae)
    - żyły rdzeniowe zewnętrzne (venae spinales externae)
    - żyły korzeniowe (venae radiculares)

### Układ żyły głównej dolnej

#### Żyły kończyny dolnej
- żyły głębokie[32]
  - żyły głębokie stopy
    - żyły grzbietowe stopy (venae dorsales pedis)
    - żyły podeszwowe boczne (venae plantares laterales)
    - łuk żylny podeszwowy (arcus venosus plantaris)
    - żyły podeszwowe przyśrodkowe (venae plantares mediales)
    - żyły podeszwowe śródstopia (venae metatarsales plantares)
    - żyły przeszywające (venae perforantes)

  - żyły głębokie goleni
    - żyły piszczelowe przednie (venae tibiales anteriores)
    - żyły piszczelowe tylne (venae tibiales posteriores)
    - żyły strzałkowe (venae fibulares s. peroneales)

  - żyła podkolanowa (vena poplitea)
    - dopływy żyły podkolanowej:
      - żyły kolana (venae geniculares)
      - żyły łydkowe (venae surales)
      - żyła odstrzałkowa (vena saphena parva)

  - żyła udowa (vena femoralis)
    - dopływy żyły udowej:
      - żyła nabrzuszna powierzchowna (vena epigastrica superficialis)
      - żyła okalająca biodro powierzchowna (vena circumflexa iliaca superficialis)
      - żyły piersiowo-nabrzuszne (venae thoracoepigastricae)
      - żyły sromowe zewnętrzne (venae pudendae externae):
        - żyły mosznowe przednie (venae scrotales anteriores)
        - żyły wargowe przednie (venae labiales anteriores)
        - żyły grzbietowe powierzchowne prącia (venae dorsales superficiales penis)
        - żyły grzbietowe powierzchowne łechtaczki (venae dorsales superficiales clitoridis)

      - żyła odpiszczelowa (vena saphena magna)
      - żyła głęboka uda (vena profunda femoris)
        - żyły przeszywające (venae perforantes)
        - żyły okalające udo przyśrodkowe (venae cricumflexae mediales femoris)
        - żyły okalające udo boczne (venae cricumflexae laterales femoris)

  - żyły głębokie okolicy pośladkowej
    - żyły pośladkowe górne (venae gluteae superiores)
    - żyły pośladkowe dolne (venae gluteae inferiores)
- żyły powierzchowne[33]
  - żyły powierzchowne stopy
    - żyły palców
      - żyły grzbietowe palców (venae digitales dorsales)
      - żyły międzygłowowe (venae intercapitales)
      - żyły grzbietowe śródstopia (venae metatarsales dorsales)
      - łuk żylny grzbietowy stopy (arcus venosus dorsalis pedis)
      - żyły podeszwowe palców (venae digitales plantares)
      - łuk żylny podeszwowy (arcus venosus plantaris)

    - żyły podeszwowe
      - sieć żylna podeszwowa (rete venosum plantare)

    - żyły grzbietowe stopy
      - sieć żylna grzbietowa stopy (rete venosum dorsale)

  - żyła odpiszczelowa (vena saphena)
  - żyła odstrzałkowa (vena saphena parva)

#### Żyły brzucha i miednicy
- żyła główna dolna (vena cava inferior)[34]
  - dopływy żyły głównej dolnej:
  - żyły przeponowe dolne (venae phrenicae inferiores)
  - żyły lędźwiowe (venae lumbales)
  - żyły wątrobowe (venae hepaticae)
  - żyły nerkowe (venae renales)
  - żyła nadnerczowa (vena suprarenalis)
  - żyła jądrowa (vena testicularis)
  - żyła jajnikowa (vena ovarica)
- żyły biodrowe wspólne (venae iliacae communes)[35]
  - żyła krzyżowa pośrodkowa (vena sacralis mediana)
  - splot żylny krzyżowy (plexus venosus sacralis)
- żyła biodrowa zewnętrzna (vena iliaca externa)[36]
  - dopływy żyły biodrowej zewnętrznej:
  - żyła głęboka okalająca biodro (vena circumflexa iliaca profunda)
  - żyła nabrzuszna dolna (vena epigastrica inferior)
- żyła biodrowa wewnętrzna (vena iliaca interna)[37]:
  - gałęzie ścienne
    - żyła biodrowo-lędźwiowa (vena iliolumbalis)
    - żyły krzyżowe boczne (venae sacrales laterales)
    - żyły pośladkowe górne (venae gluteae superiores)
    - żyły pośladkowe dolne (venae gluteae inferiores)
    - żyły zasłonowe (venae obturatoriae)

  - gałęzie trzewne
    - żyła sromowa wewnętrzna (vena pudenda interna)
      - dopływy żyły sromowej wewnętrznej:
      - żyły głębokie prącia lub łechtaczki (venae profundae penis, venae profundae clitoridis)
      - żyły opuszki prącia lub przedsionka pochwy (venae bulbi penis, venae bulbi vestibuli vaginae)
      - żyły mosznowe tylne lub wargowe tylne (venae scrotales posteriores, venae labiales posteriores)
      - żyły odbytnicze dolne (venae rectales inferiores)
      - żyła grzbietowa prącia (vena dorsalis penis)
      - żyły okalające prącie (venae cricumflexae penis)
      - żyła grzbietowa łechtaczki (vena dorsalis clitoridis)
      - żyły grzbietowe powierzchowne prącia (venae dorsales penis superficiales)
      - żyły grzbietowe powierzchowne łechtaczki (venae dorsales clitoridis superficiales)

    - splot żylny odbytniczy (plexus venosus rectalis)
    - splot żylny pęcherzowy (plexus venosus vesicalis)
    - splot żylny sterczowy (plexus venosus prostaticus)
    - splot żylny maciczny (plexus venosus uterinus)
      - żyła maciczna (vena uterrina)

    - splot żylny pochwowy (plexus venosus vaginalis)

### Układ żyły wrotnej wątroby
Układ żyły wrotnej wątroby prowadzi krew z nieparzystych narządów jamy brzusznej do wątroby. Stanowią go:
- żyła wrotna wątroby (vena portae hepatis)
  - dopływy początkowe:
    - żyła krezkowa górna (vena mesenterica superior)
      - dopływy boczne żyły krezkowej górnej:
      - żyły jelita czczego i krętego (venae jejunales et ileales)
      - żyła krętniczo-okrężnicza (vena ileocolica)
      - żyła wyrostka robaczkowego (vena appendicularis)
      - żyła okrężnicza prawa (vena colica dextra)
      - żyły trzustkowe (venae pancreaticae)
      - żyła sieciowo-żołądkowa prawa (vena gastroomentalis dextra)
        - żyła żołądkowo-okrężnicza (vena gastrocolica)

      - żyła trzustkowo-dwunastnicza dolna (vena pancreaticoduodenalis inferior)

    - żyła śledzionowa (vena splenica s. lienalis)
      - dopływy żyły śledzionowej:
      - żyły trzustkowe (venae pancreaticae)
      - żyły żołądkowe krótkie (venae gastricae breves)
      - żyła żołądkowo-sieciowa lewa (vena gastroomentalis sinistra)

    - żyła krezkowa dolna (vena mesenterica inferior)
      - dopływy żyły krezkowej dolnej:
      - żyły esicze (venae sigmoideae)
      - żyła okrężnicza lewa (vena colica sinistra)
      - żyła odbytnicza górna (vena rectalis superior)

  - pień żyły wrotnej wątroby
  - gałęzie końcowe żyły wrotnej wątroby
  - gałęzie boczne żyły wrotnej wątroby:
    - żyła żołądkowa lewa (vena gastrica sinistra)
    - żyła żołądkowa prawa (vena gastrica dextra)
    - żyła przedodźwiernikowa (vena prepyrolica)
    - żyła trzustkowo-dwunastnicza górna tylna (vena pancreaticoduodenalis superior posterior)
    - żyła trzustkowo-dwunastnicza górna przednia (vena pancreaticoduodenalis superior anterior)
    - żyła pęcherzykowa (vena cystica)
    - żyła pępkowa (vena umbilicalis)

  - żyły wrotne dodatkowe